# Liocranidae
Famille
Les Liocranidae sont une famille d'araignées aranéomorphes.

## Distribution

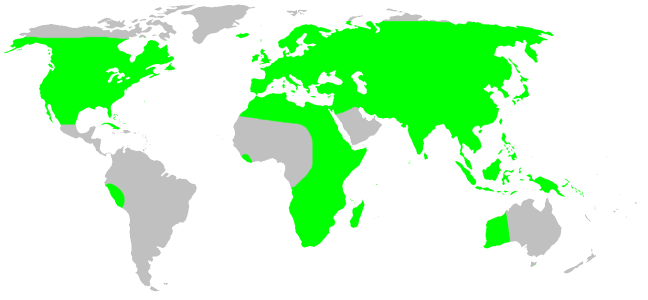
Distribution

Les espèces de cette famille se rencontrent en Asie, en Europe, en Afrique, en Amérique du Nord et en Océanie, et une espèce du Pérou.

## Description
Ce sont des araignées nocturnes vivant dans la végétation basse. Cette famille reste peu connue. Elles se distinguent des Clubionidae par deux rangées d'épines sur les pattes antérieures.
Lors de la parade nuptiale, le mâle fait vibrer très rapidement ses paires de pattes antérieures devant la femelle. Les cocons se trouvent installés dans des loges recouvertes de terre.

## Paléontologie
Cette famille est connue depuis le Paléogène.

## Liste des genres
Selon World Spider Catalog (version 25.5, 06/10/2024) :
- Agraecina Simon, 1932
- Agroeca Westring, 1861
- Andromma Simon, 1893
- Apostenus Westring, 1851
- Arabelia Bosselaers, 2009
- Argistes Simon, 1897
- Cteniogaster Bosselaers & Jocqué, 2013
- Cybaeodes Simon, 1878
- Drapeta Menge, 1875
- Drassinella Banks, 1904
- Hesperocranum Ubick & Platnick, 1991
- Jacaena Thorell, 1897
- Koppe Deeleman-Reinhold, 2001
- Laudetia Gertsch, 1941
- Liocranoeca Wunderlich, 1999
- Liocranum L. Koch, 1866
- Liparochrysis Simon, 1909
- Mesiotelus Simon, 1897
- Mesobria Simon, 1898
- Neoanagraphis Gertsch & Mulaik, 1936
- Oedignatha Thorell, 1881
- Paratus Simon, 1898
- Platnick Marusik & Fomichev, 2020
- Rhaeboctesis Simon, 1897
- Scotina Menge, 1873
- Sesieutes Simon, 1897
- Sestakovaia Zamani & Marusik, 2021
- Sinocranum Chu & Li, 2023
- Sphingius Thorell, 1890
- Sudharmia Deeleman-Reinhold, 2001
- Teutamus Thorell, 1890
- Toxoniella Warui & Jocqué, 2002
- Turkocranum Danışman & Coşar, 2022
- Vankeeria Bosselaers, 2012
- Xenoplectus Schiapelli & Gerschman, 1958

Selon World Spider Catalog (version 23.5, 2023) :
- † Palaeospinisoma Wunderlich, 2004

## Systématique et taxinomie
Cette famille a été décrite par Simon en 1897 comme une sous-famille des Clubionidae. Elle est élevée au rang de famille par Lehtinen en 1967.
Cette famille rassemble 344 espèces dans 35 genres.

## Publication originale
- Simon, 1897 : Histoire naturelle des araignées. Paris, vol. 2, p. 1-192 (texte intégral).